# Fabio il Vessillifero
Fabio (Mauretania, ... – Cesarea in Mauritania, 303 o 304) è stato un martire romano proveniente dall'antica Mauretania, venerato come santo dalla Chiesa cattolica. La memoria liturgica è fissata il 31 luglio.

## Agiografia
Della sua vita si sa che fu incaricato di portare il vessillo del governatore quando quest'ultimo organizzò un'assemblea. Fabio si rifiutò, in quanto la cerimonia era di carattere pagano. Venne imprigionato, torturato e processato, ma non cambiò intenzione. Quindi venne decapitato. Per questo è soprannominato "il Vessillifero", in quanto non volle portare una bandiera con immagini pagane.

## Il culto
Si dice che per evitare la sepoltura il suo capo ed il suo corpo vennero gettati nel mare in punti diversi ma il mare li riunì; e tuttora le sue spoglie sono conservate a Cartenna. La sua festa ricorre il 31 luglio.